# 延安明氏
延安明氏（ヨナンミョンし、朝鮮語: 연안명씨）は、朝鮮の氏族の一つ。本貫は黄海道延安郡である。2015年の調査では、23,313人である。西蜀明氏とは同源である。
始祖は、1362年に中国四川省に夏を建国した明玉珍である。明玉珍の息子の明昇は、1366年に父の後を継いで王位を継承したが、1371年に明の朱元璋に屈し、翌年に母の彭氏と共に家族27人を率いて高麗に帰化した。
明昇の末裔は西蜀明氏と呼ばれ、始祖を明玉珍、本貫を西蜀（四川省）としているが、その支族が本貫を延安郡として延安明氏を創始した。西蜀明氏と延安明氏は合同の宗親会を持ち、1986年に『明氏大同譜』を刊行している。

## 集姓村
- 忠清南道青陽郡雲谷面厚徳里[2]